# Michaël Llodra
Michaël Llodra (* 18. května 1980 Paříž, Francie) je francouzský bývalý profesionální tenista, držitel tří grandslamů v mužské čtyřhře, který na okruhu ATP World Tour vyhrál pět turnajů ve dvouhře a dvacet pět ve čtyřhře.
Na žebříčku ATP byl nejvýše klasifikován pro dvouhru v květnu 2011 na 21. místě a pro čtyřhru v listopadu téhož roku na 3. místě.
V roce 2005 zvítězil spolu s Fabricem Santorem v deblu na Turnaji mistrů.

## Finálová utkání na turnajích Grand Slamu ve čtyřhře (6)

### Vítězství (3)
| Rok  | Turnaj              | Partner         | Soupeři ve finále          | Výsledek              |
| 2003 | Australian Open     | Fabrice Santoro | Mark Knowles Daniel Nestor | 6–4, 3–6, 6–3         |
| 2004 | Australian Open (2) | Fabrice Santoro | Bob Bryan Mike Bryan       | 7–6(4), 6–3           |
| 2007 | Wimbledon           | Arnaud Clément  | Bob Bryan Mike Bryan       | 6–7(5), 6–3, 6–4, 6–4 |

### Finalista (3)
| Rok  | Turnaj              | Partner         | Vítězové                      | Výsledek    |
| 2002 | Australian Open     | Fabrice Santoro | Mark Knowles Daniel Nestor    | 7–6(4), 6–3 |
| 2004 | French Open         | Fabrice Santoro | Xavier Malisse Olivier Rochus | 7–5, 7–5    |
| 2008 | Australian Open (2) | Arnaud Clément  | Jonathan Erlich Andy Ram      | 7–5, 7–6(4) |

## Finálové účasti na turnajích ATP World Tour (56)

### Dvouhra – výhry (5)
| Legenda                                                       |
| ATP International Series Gold / ATP World Tour 500 Series (1) |
| ATP International Series / ATP World Tour 250 Series (4)      |

| Č. | Datum           | Turnaj                         | Povrch    | Soupeř ve finále       | Výsledek            |
| 1. | 20. červen 2004 | 's-Hertogenbosch, Nizozemsko   | tráva     | Guillermo Coria        | 6-3, 6-4            |
| 2. | 6. leden 2008   | Adelaide, Austrálie            | tvrdý     | Jarkko Nieminen        | 6-3, 6-4            |
| 3. | 24. únor 2008   | Rotterdam, Nizozemsko          | tvrdý (h) | Robin Söderling        | 6-7(3), 6-3, 7-6(4) |
| 4. | 21. únor 2010   | Marseille, Francie             | tvrdý (h) | Julien Benneteau       | 6-3, 6-4            |
| 5. | 19. červen 2010 | Eastbourne, Spojené království | tráva     | Guillermo García-López | 7–5, 6–2            |

### Dvouhra – prohry (5)
| Legenda                                                       |
| ATP International Series Gold / ATP World Tour 500 Series (0) |
| ATP International Series / ATP World Tour 250 Series (5)      |

| Č. | Datum            | Turnaj                       | Povrch    | Vítěz                 | Výsledek    |
| 1. | 11. leden 2004   | Adelaide, Austrálie          | tvrdý     | Dominik Hrbatý        | 6-4, 6-0    |
| 2. | 19. červen 2005  | 's-Hertogenbosch, Nizozemsko | tráva     | Mario Ančić           | 7-5, 6-4    |
| 3. | 22. únor 2009    | Marseille, Francie           | tvrdý (h) | Jo-Wilfried Tsonga    | 7-5, 7-6(3) |
| 4. | 1. listopad 2009 | Lyon, Francie                | tvrdý (h) | Ivan Ljubičić         | 7-5, 6-3    |
| 5. | 26. únor 2012    | Marseille, Francie           | tvrdý (h) | Juan Martín del Potro | 4–6, 4–6    |

### Čtyřhra – výhry (25)
| Legenda                                                       |
| Grand Slam (3)                                                |
| Tennis Masters Cup / ATP World Tour Finals (1)                |
| ATP Masters Series / ATP World Tour Masters 1000 (3)          |
| ATP International Series Gold / ATP World Tour 500 Series (5) |
| ATP International Series / ATP World Tour 250 Series (13)     |

| Č.  | Datum             | Turnaj                         | Povrch      | Partner          | Soupeři ve finále                    | Výsledek              |
| 1.  | 7. květen 2000    | Mallorca, Španělsko            | antuka      | Diego Nargiso    | Alberto Martín Fernando Vicente      | 7-6(2), 7-6(3)        |
| 2.  | 26. leden 2003    | Australian Open, Austrálie     | tvrdý       | Fabrice Santoro  | Mark Knowles Daniel Nestor           | 6-4, 3-6, 6-3         |
| 3.  | 1. únor 2004      | Australian Open, Austrálie     | tvrdý       | Fabrice Santoro  | Bob Bryan Mike Bryan                 | 7-6(4), 6-3           |
| 4.  | 29. srpen 2004    | Long Island, USA               | tvrdý       | Anthony Dupuis   | Yves Allegro Michael Kohlmann        | 6-2, 6-4              |
| 5.  | 31. říjen 2004    | Petrohrad, Rusko               | koberec (h) | Arnaud Clément   | Dominik Hrbatý Jaroslav Levinský     | 6-3, 6-2              |
| 6.  | 8. květen 2005    | Řím, Itálie                    | antuka      | Fabrice Santoro  | Bob Bryan Mike Bryan                 | 6-4, 6-2              |
| 7.  | 9. říjen 2005     | Metz, Francie                  | tvrdý (h)   | Fabrice Santoro  | José Acasuso Sebastián Prieto        | 5-2, 3-5, 5-4(4)      |
| 8.  | 30. říjen 2005    | Lyon, Francie                  | koberec (h) | Fabrice Santoro  | Jeff Coetzee Rogier Wassen           | 6-3, 6-1              |
| 9.  | 13. listopad 2005 | Šanghaj, Čína                  | koberec (h) | Fabrice Santoro  | Leander Paes Nenad Zimonjić          | 6-7(6), 6-3, 7-6(4)   |
| 10. | 5. listopad 2006  | Paříž, Francie                 | koberec (h) | Arnaud Clément   | Fabrice Santoro Nenad Zimonjić       | 7-6(4), 6-2           |
| 11. | 18. únor 2007     | Marseille, Francie             | tvrdý (h)   | Arnaud Clément   | Mark Knowles Daniel Nestor           | 7-6(4), 4-6, 10-8     |
| 12. | 8. červenec 2007  | Wimbledon, Spojené království  | tráva       | Arnaud Clément   | Bob Bryan Mike Bryan                 | 6-7(5), 6-3, 6-4, 6-4 |
| 13. | 1. říjen 2007     | Metz, Francie                  | tvrdý (h)   | Arnaud Clément   | Mariusz Fyrstenberg Marcin Matkowski | 6-1, 6-4              |
| 14. | 7. březen 2008    | Las Vegas, USA                 | tvrdý       | Julien Benneteau | Bob Bryan Mike Bryan                 | 6-4, 4-6, 10-8        |
| 15. | 5. říjen 2008     | Metz, Francie                  | tvrdý (h)   | Arnaud Clément   | Mariusz Fyrstenberg Marcin Matkowski | 5-7, 6-3, 10-8        |
| 16. | 26. říjen 2008    | Lyon, Francie                  | koberec (h) | Andy Ram         | Stephen Huss Ross Hutchins           | 6-3, 5-7, 10-8        |
| 17. | 22. únor 2009     | Marseille, Francie             | tvrdý (h)   | Arnaud Clément   | Julian Knowle Andy Ram               | 3-6, 6-3, 10-8        |
| 18. | 21. únor 2010     | Marseille, Francie             | tvrdý (h)   | Julien Benneteau | Julian Knowle Robert Lindstedt       | 6-4, 6-3              |
| 19. | 7. srpen 2011     | Washington, USA                | tvrdý       | Nenad Zimonjić   | Robert Lindstedt Horia Tecău         | 6-7(3), 7-6(6), 10-7  |
| 20. | 14. srpen 2011    | Toronto, Kanada                | tvrdý       | Nenad Zimonjić   | Bob Bryan Mike Bryan                 | 6–4, 6–7(5–7), [10–5] |
| 21. | 9. říjen 2011     | Peking, Čína                   | tvrdý       | Nenad Zimonjić   | Robert Lindstedt Horia Tecau         | 7–6(7–2), 7–6(7–4)    |
| 22. | 6. listopad 2011  | Basilej, Švýcarsko             | tvrdý (h)   | Nenad Zimonjić   | Max Mirnyi Daniel Nestor             | 6–4, 7–5              |
| 23. | 19. únor 2012     | Rotterdam, Nizozemsko          | tvrdý (h)   | Nenad Zimonjić   | Robert Lindstedt Horia Tecau         | 4–6, 7–5, [16–14]     |
| 24. | 10. únor 2013     | Montpellier, Francie           | tvrdý (h)   | Marc Gicquel     | Johan Brunström Raven Klaasen        | 6–3, 3–6, [11–9]      |
| 25. | 2. březen 2013    | Dubaj, Spojené arabské emiráty | tvrdý       | Mahesh Bhupathi  | Robert Lindstedt Nenad Zimonjić      | 7–6(8–6), 7–6(8–6)    |

### Čtyřhra – prohry (21)
| Legenda                                                       |
| Grand Slam (3)                                                |
| Tennis Masters Cup / ATP World Tour Finals (1)                |
| ATP Masters Series / ATP World Tour Masters 1000 (8)          |
| ATP International Series Gold / ATP World Tour 500 Series (1) |
| ATP International Series / ATP World Tour 250 Series (7)      |
| Olympijská finále (1)                                         |

| Č.  | Datum             | Turnaj                                           | Povrch      | Partner            | Vítězové                              | Výsledek                      |
| 1.  | 27. leden 2002    | Australian Open, Austrálie                       | tvrdý       | Fabrice Santoro    | Mark Knowles Daniel Nestor            | 7-6(4), 6-3                   |
| 2.  | 28. červenec 2002 | Los Angeles, USA                                 | tvrdý       | Justin Gimelstob   | Sébastien Grosjean Nicolas Kiefer     | 6-4, 6-4                      |
| 3.  | 20. duben 2003    | Monte Carlo, Monako                              | antuka      | Fabrice Santoro    | Mahesh Bhupathi Max Mirnyj            | 6-4, 3-6, 7-6(6)              |
| 4.  | 11. květen 2003   | Řím, Itálie                                      | antuka      | Fabrice Santoro    | Wayne Arthurs Paul Hanley             | 6-1, 6-3                      |
| 5.  | 5. říjen 2003     | Metz, Francie                                    | tvrdý (h)   | Fabrice Santoro    | Julien Benneteau Nicolas Mahut        | 7-6(2), 6-3                   |
| 6.  | 2. listopad 2003  | Paříž, Francie                                   | koberec (h) | Fabrice Santoro    | Wayne Arthurs Paul Hanley             | 6-3, 1-6, 6-3                 |
| 7.  | 14. listopad 2003 | Houston, USA                                     | tvrdý       | Fabrice Santoro    | Bob Bryan Mike Bryan                  | 6-7(6), 6-3, 3-6, 7-6(3), 6-4 |
| 8.  | 11. leden 2004    | Adelaide, Austrálie                              | tvrdý       | Arnaud Clément     | Bob Bryan Mike Bryan                  | 7-5, 6-3                      |
| 9.  | 6. červen 2004    | French Open, Francie                             | antuka      | Fabrice Santoro    | Xavier Malisse Olivier Rochus         | 7-5, 7-5                      |
| 10. | 16. leden 2005    | Sydney, Austrálie                                | tvrdý       | Arnaud Clément     | Mahesh Bhupathi Todd Woodbridge       | 6-3, 6-3                      |
| 11. | 15. květen 2005   | Hamburg, Německo                                 | antuka      | Fabrice Santoro    | Jonas Björkman Max Mirnyj             | 4-6, 7-6(2), 7-6(3)           |
| 12. | 30. září 2007     | Bangkok, Thajsko                                 | tvrdý (h)   | Nicolas Mahut      | Sanchai Ratiwatana Sonchat Ratiwatana | 3-6, 7-5, 10-7                |
| 13. | 14. říjen 2007    | Stockholm, Švédsko                               | tvrdý (h)   | Arnaud Clément     | Jonas Björkman Max Mirnyj             | 6-4, 6-4                      |
| 14. | 26. leden 2008    | Australian Open, Austrálie                       | tvrdý       | Arnaud Clément     | Jonathan Erlich Andy Ram              | 7-5, 7-6(4)                   |
| 15. | 27. září 2009     | Metz, Francie                                    | tvrdý (h)   | Arnaud Clément     | Colin Fleming Ken Skupski             | 2-6, 6-4, 10-5                |
| 16. | 16. srpen, 2010   | Toronto, Kanada                                  | tvrdý       | Julien Benneteau   | Bob Bryan Mike Bryan                  | 5–7, 3–6                      |
| 17. | 13. únor, 2011    | Rotterdam, Nizozemsko                            | tvrdý (h)   | Nenad Zimonjić     | Jürgen Melzer Philipp Petzschner      | 4–6, 6–3, [5–10]              |
| 18. | 8. květen, 2011   | Madrid, Španělsko                                | antuka      | Nenad Zimonjić     | Bob Bryan Mike Bryan                  | 3–6, 3–6                      |
| 19. | 21. srpen, 2011   | Cincinnati, USA                                  | tvrdý       | Nenad Zimonjić     | Mahesh Bhupathi Leander Paes          | 6–7(4–7), 6–7(2–7)            |
| 20. | 16. říjen, 2011   | Shanghai, Čína                                   | tvrdý       | Nenad Zimonjić     | Max Mirnyi Daniel Nestor              | 6–3, 1–6, [10–12]             |
| 21. | 4. říjen, 2012    | Letní olympijské hry, Londýn, Spojené království | tráva       | Jo-Wilfried Tsonga | Bob Bryan Mike Bryan                  | 4–6, 6–7(2–7)                 |

## Davisův pohár
Michaël Llodra se zúčastnil 26 zápasů v Davisově poháru za tým Francie s bilancí 4-5 ve dvouhře a 19-8 ve čtyřhře.

## Postavení na žebříčku ATP na konci sezóny

### Dvouhra
| Rok    | 1997 | 1998   | 1999   | 2000   | 2001  | 2002   | 2003   | 2004  | 2005   | 2006  | 2007  | 2008  | 2009  | 2010  | 2011  | 2012  |
| Pořadí | 941. | ▲ 703. | ▲ 264. | ▲ 162. | ▲ 90. | ▼ 103. | ▼ 173. | ▲ 41. | ▼ 139. | ▲ 98. | ▲ 92. | ▲ 40. | ▼ 67. | ▲ 23. | ▼ 47. | ▼ 53. |

### Čtyřhra
| Rok    | 1998 | 1999   | 2000  | 2001  | 2002  | 2003  | 2004  | 2005 | 2006  | 2007  | 2008  | 2009  | 2010  | 2011 | 2012  |
| Pořadí | 393. | ▲ 263. | ▲ 92. | ▲ 67. | ▲ 28. | ▲ 12. | ▬ 12. | ▲ 9. | ▼ 36. | ▲ 17. | ▼ 18. | ▼ 49. | ▲ 29. | ▲ 5. | ▼ 33. |